# Nestor Pirotte
Pour les articles homonymes, voir Pirotte.
Nestor Pirotte, ou « le tueur fou », né le 5 janvier 1933 à Sosoye à proximité d’Yvoir et mort le 29 juillet 2000 à la prison de Jamioulx est un tueur en série belge, considéré comme l’un des pires criminels belges du XXe siècle avant Marc Dutroux. Il a été condamné pour avoir assassiné à trois reprises, en plus d’être soupçonné de quatre autres meurtres. Nestor Pirotte est condamné à plusieurs reprises. Après 13 ans d'incarcération, Nestor Pirotte bénéficie d'une première libération conditionnelle le 23 mars 1968. Moins de deux mois plus tard, le 14 mai 1968, il tue le gérant d'une banque d'une balle dans la tête.

## Jeunesse
Fils du garde-chasse du châtelain du domaine du château de Beau Chêne dans la vallée de la Molignée et d’une couturière, Nestor Pirotte n’a qu’un seul frère, Anthony Pirotte, et fantasme dès son jeune âge avoir des origines aristocratiques, peut-être parce qu'il est en contact quotidien avec les enfants du châtelain. Ayant la parole facile et se vantant d'être l'enfant caché du châtelain, il a non seulement le vocabulaire, mais également la tenue de la haute société, ce qui lui servira plus tard pour servir ses intentions criminelles.
C’est lors de son service militaire qu’il commence à tromper les autres sur ses prétendues origines aristocratiques. Il s’invente un monde et commence très jeune à voler ses camarades et piller les caisses de la ville. 
En 1953, Pirotte se voit condamner pour la première fois alors qu’il est âgé de vingt ans : trois mois de prison avec sursis.

## Premier homicide
Le 20 avril 1954, alors qu'il est âgé de 21 ans, Nestor Pirotte apprend que l'une de ses grands-tantes, Celina Debonny, vient de vendre du bétail. Il lui fracasse alors le crâne avec une barre de fer, près de Durbuy. Il ne trouve cependant jamais l'argent convoité, qui a déjà été dépensé. Trois jours plus tard, Pirotte est arrêté et mis en prison. 
Le 10 octobre 1955, Nestor Pirotte est jugé par la justice militaire, pour le meurtre de sa grand-tante. Au terme de son jugement, Pirotte est condamné à la peine capitale. Cependant, bien que la peine de mort soit encore inscrite dans la loi, cette sanction n'est alors plus appliquée. De ce fait, Pirotte voit sa peine commuée en réclusion criminelle à perpétuité en 1956.

## Second homicide
Il est libéré le 23 mars 1968, après 14 ans de détention. Nestor Pirotte a alors 35 ans. Cette libération conditionnelle, sera l'occasion pour lui de tuer à nouveau. 
Le 14 mai 1968, quelques semaines à peine après sa libération, Pirotte se rend dans une institution financière, où il se fait passer pour le comte de Ribaucourt. Sous prétexte de vouloir négocier une importante transaction de façon discrète, il consulte le gérant de la banque à Genval, M. Delisse, qu'il tue d'une balle dans la tête pour faciliter un vol.
Rapidement identifié, Nestor Pirotte est arrêté le 21 mai 1968 et est renvoyé en prison. À la suite de son retour dans le milieu carcéral, Pirotte feint une tentative de suicide en se jetant d'un mur haut de six mètres. Cette tentative de suicide n'est qu'une première tentative d’évasion de la part de Pirotte. 
Jouant le fou pour être interné, il est expédié dans un établissement de soins psychiatriques spécialisé en 1969. Il est transféré à l'Établissement de défense sociale de Tournai en 1970 et reste interné en hôpital psychiatrique durant les dix années qui suivent, avant d'être jugé "apte à une réinsertion".
En septembre 1979, Nestor Pirotte bénéficie d'un régime de semi-liberté, puis est libéré de l'institut psychiatrique en mai 1980. Pirotte devient employé dans un magasin de radiotélévision rue Spintay à Verviers. Il a alors 47 ans,.

## Soupçon d'homicide
Le 26 novembre 1980, Pirotte est de nouveau soupçonné d'avoir commis un autre assassinat ; ce dernier ayant, cette fois-ci, fait quatre victimes. Ce quadruple meurtre passe inaperçu durant quinze jours, avant que les gendarmes de la BSR découvrent les corps sans vie de Madeleine Humbert, de ses deux employés et du chien dans leur établissement de restauration « La Vieille France » à Spa, le 11 décembre 1980. Le fils de la propriétaire a également disparu.
Gérant en électroménager, Pirotte est un fournisseur de Madeleine Humbert et un habitué des lieux. La police retrouve le nom du dernier client sur l’ardoise du restaurant : « Nestor ». On soupçonne aussitôt Pirotte.
En janvier 1981, le corps du fils Humbert est finalement retrouvé, après de nombreuses battues organisées dans le périmètre du quadruple assassinat. À ce stade de l'enquête, Pirotte devient un suspect sérieux pour ce crime, pour les raisons précédemment citées ainsi que de son passé criminel. 
Le 12 février 1981, Nestor Pirotte est arrêté pour le quadruple meurtre et retourne en prison. Durant cette nouvelle incarcération, Pirotte se dit totalement "étranger" à cette affaire de meurtre et clame son innocence. Pour manque de preuves, il bénéficie d’un non-lieu, et l'affaire restera judiciairement irrésolue. Pirotte est libéré après trois mois de détention, en mai 1981. 
En juillet 1981, cependant, Pirotte est de nouveau arrêté à Bruxelles, pour ne pas avoir respecté toutes les conditions de sa libération conditionnelle. Il est alors de nouveau emprisonné. Considérant son retour en prison comme "une injustice", Nestor Pirotte parvient à s’évader de prison, dans la nuit du 2 au 3 août 1981, et la panique s’installe en Belgique lorsque la nouvelle est diffusée nationalement,.

## Troisième homicide
Le 18 septembre 1981, Pirotte tue de nouveau en se faisant passer pour le Comte de Meeûs d’Argenteuil qui cherche à vendre les meubles de son château. Sa victime est un antiquaire bruxellois. Ce n’est que neuf jours plus tard, que le commissaire Frédéric Godfroid de la PJ de Bruxelles parvient à arrêter Pirotte et le jeter en prison.
Le 16 mars 1984, Nestor Pirotte est jugé devant la Cour d'assises du Brabant, pour le meurtre de l'antiquaire. Il a alors 51 ans. Au terme de son procès, Pirotte est condamné à la Peine de mort, mais sa sentence est de nouveau commuée en réclusion criminelle à perpétuité. 
En 1992, Fidèle à ses habitudes, Pirotte tente de s’évader  mais sa tentative échoue.  Il est craint par les autres détenus jusqu’à sa mort en prison, en plus de rester le plus redoutable « Ennemi Public Numéro 1 » de Belgique.

## Décès
Nestor Pirotte est mort, victime d'une crise cardiaque le 29 juillet 2000, derrière les barreaux. N’ayant reçu aucune visite de sa famille depuis 1980, il ne fut pas surprenant de ne voir qu’une seule femme, qu’il avait connue dans sa jeunesse, suivre son cercueil lors de son enterrement. Durant sa vie tout entière, Pirotte aura passé, au total, 45 ans de sa vie enfermé (34 ans en prison ainsi que 11 autres en internement psychiatrique).
Pirotte est enterré au cimetière de Ham-sur-Heure et sa tombe ne comporte aucun nom. Honteux, tous les membres de sa famille ont d’ailleurs quitté le pays depuis quelques années déjà. Bien que mort, le premier tueur en série de la Belgique, à ce jour supplanté seulement par le pédophile Marc Dutroux dans la mémoire collective belge, fut longuement craint d’une population tout entière.

## Médiagraphie

### Émission radiophonique
- « Nestor Pirotte, l'ennemi public no 1 de la Belgique » le 15 janvier 2014 dans L'Heure du crime de Jacques Pradel, sur RTL.